# Контейнер

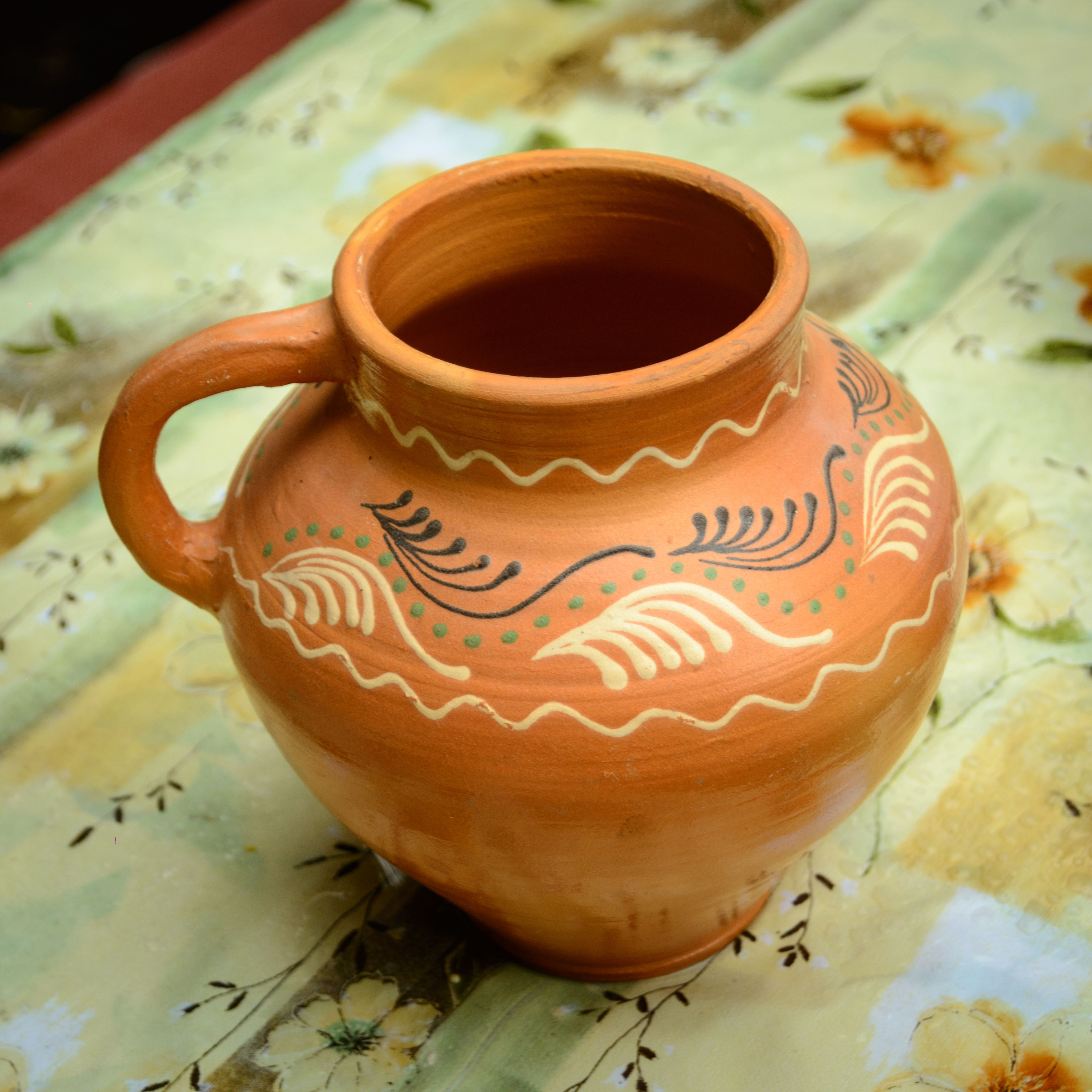
Горщик, Полтавщина

Контейнер — це будь-яка ємність або корпус для зберігання продукту, який використовується для зберігання, пакування та транспортування. Речі, що зберігаються всередині контейнера, захищені з кількох сторін, перебуваючи всередині його конструкції. Термін найчастіше застосовується до пристроїв, виготовлених із міцних матеріалів і часто частково або повністю жорстких.
Контейнер також можна розглядати як базовий інструмент, що складається з будь-якого пристрою, який створює частково або повністю закритий простір, який може бути використаний для утримання, зберігання і транспортування предметів або матеріалів. 

## Різноманітність
Практичні приклади контейнерів наведено нижче:
- Керамічні циліндричні посудини, в тому числі:
  - Стародавні посудини, зокрема амфори, квеврі, піфоси та долії.
  - Банки — традиційно циліндричні зі скла.
  - Пляшки — подібні до банок, традиційно симетричні відносно осі, перпендикулярної її основі, і виготовлені зі скла.
  - Глеки, вази та горщики

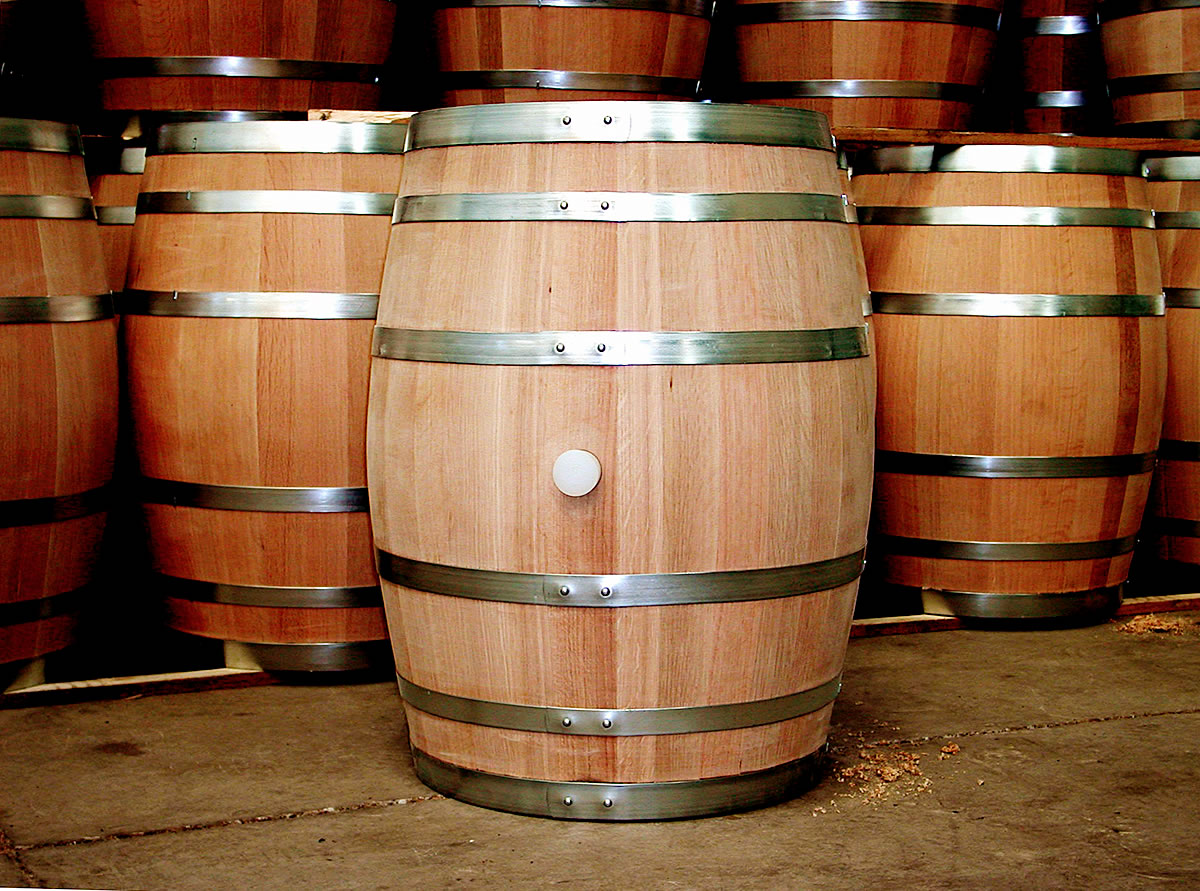
Дубові винні бочки

- Циліндричні посудини, в тому числі:
  - Бочки, виготовлені з дерев'яних палиць, зв'язаних мотузкою, дерев'яними або металевими обручами.
  - Бляшанки, традиційно циліндричні та листові.
  - Сталеві бочки (англ. drums) — циліндричні транспортні контейнери, що використовується для перевезення сипучих вантажів.
  - Діжки — круглий або продовгуватий посуд з відкритим верхом.

- Прямокутні посудини, зокрема:
  - Коробки
  - Пакувальні ящики (англ. crates) — коробки або прямокутні каркаси, призначені для транспортування або зберігання великих та важких предметів.
  - Дерев'яні ящики
  - Скрині — ящики з кришкою.
  - Деякі сміттєві контейнери

- Гнучкі контейнери в тому числі:
  - Мішки, торби
  - Пакети, зокрема пластикові
  - Пакунки, пачки

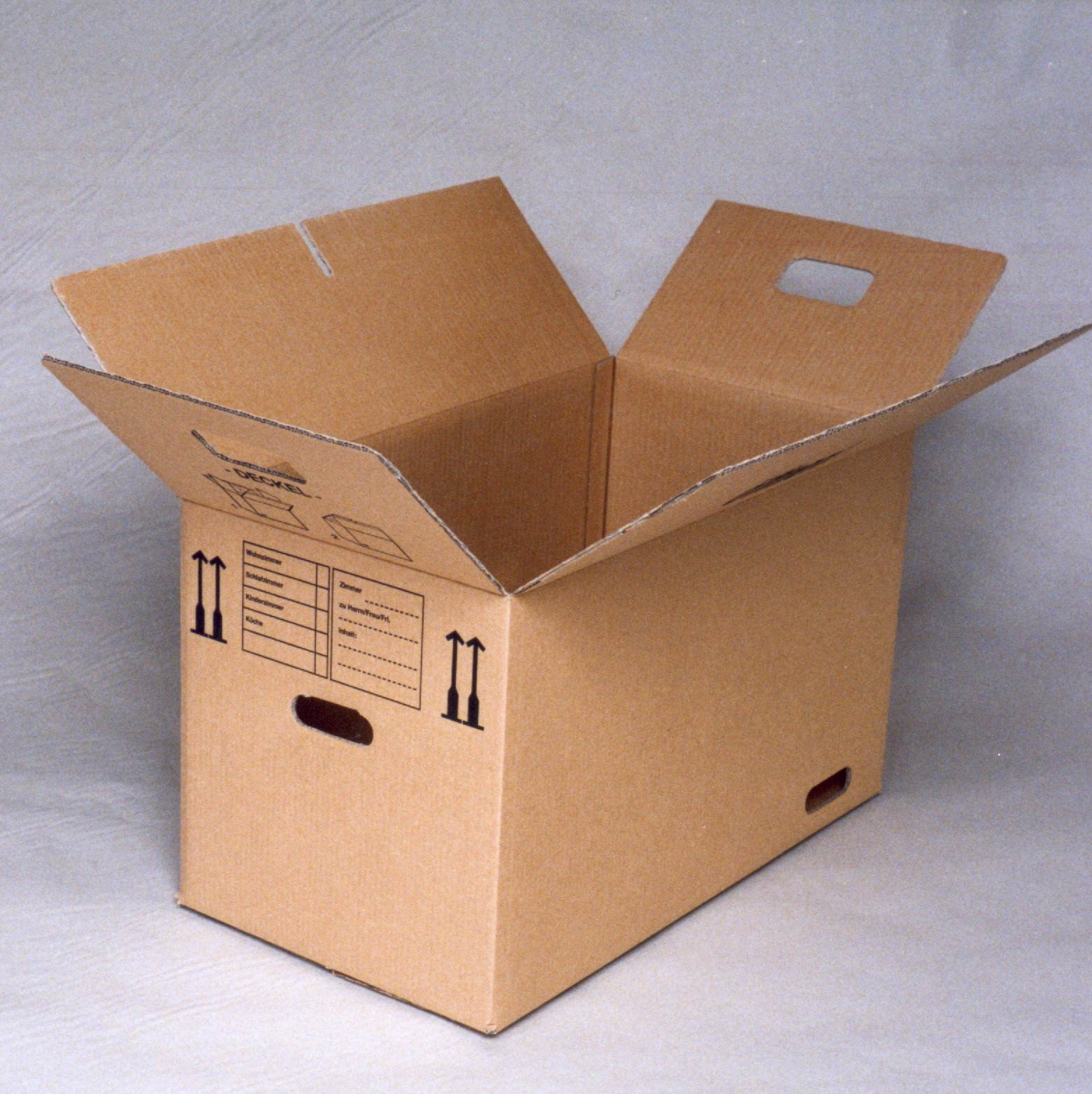
Гофрована коробка

  - Багаж: портфелі, ранці, валізи, рюкзаки
  - Сумки: шопери
  - Гаманці

- Транспортні контейнери:
  - Гофровані коробки
  - інтермодальні контейнери
    - Двадцятифутові контейнери

  - Єврокуби
  - Авіаційні контейнери ULD (англ. Unit Load Device — засіб пакетування вантажів)
  - Гнучкі контейнери